# Vlado Kalember
Vladimir "Vlado" Kalember, (26. travnja 1953.) hrvatski pjevač.

## Karijera
Osnovao je popularnu pop grupu Srebrna krila 1978. godine, u kojoj je vokalni solist i basist. Nastupio je na Pjesmi Eurovizije u duetu s Izoldom Barudžijom 1984. godine. Pjevali su pjesmu "Ciao, amore" s kojom su osvojili 18. mjesto, dobivši 26 bodova.
Nakon odlaska iz grupe, nastavio je solo karijeru. Bio je član grupe 4 asa u kojoj su bili i Jurica Pađen ("Aerodrom" i "Azra"), Rajko Dujmić ("Novi fosili") i Alen Islamović ("Bijelo dugme" i "Divlje jagode").
Njegove najpoznatije pjesme su: "Vino na usnama", "Evo noći evo ludila", "Suzana" i "Nek živi ljubav".
Godine 2012. vratio se Srebrnim krilima.

## Diskografija
- 1987 - Vino na usnama
- 1988 - Čija si u duši
- 1990 - Sedam ruža
- 1992 - Sve je to zbog tebe
- 1994 - Evo noći, evo ludila
- 1995 - Sve najbolje (best of)
- 1996 - Pjevaj, raduj se
- 1997 - Ponoć otkucava
- 1999 - Za ljubav me ne pitaj
- 2001 - Rano mi je zaspati
- 2004 - Volim te do neba
- 2013 - Najljepše ljubavne pjesme - best of